# Carrozza Eurofima
Le carrozze Eurofima sono veicoli ferroviari per trasporto di passeggeri finanziate dall'Eurofima, per gli operatori ferroviari nazionali italiano (FS), tedesco (DB), francese (SNCF), belga (SNCB), austriaco (ÖBB) e svizzero (FFS).

## Generalità
Su una produzione totale di 500 veicoli di serie (commissionati nel 1973), DB, FS , ÖBB, SNCF ne acquisirono 100 carrozze ciascuna (30 prima classe e 70 seconda classe), le FFS ricevettero 20 carrozze (tutte di 1ª classe), mentre le SNCB ebbero in dotazione 80 carrozze., infine dei 10 prototipi fuori serie l'Italia ne ha acquisiti 3.
Le Eurofima sono carrozze specifiche per il traffico a lunga percorrenza, che nelle intenzioni dei costruttori dovevano andare a sostituire le UIC-X più vecchie nei treni internazionali più prestigiosi.
Ogni veicolo può trasportare 54 passeggeri in prima classe in 9 scompartimenti oppure 66 nella seconda classe in 11 scompartimenti più 18 su strapuntini. Sulle carrozze prototipo miste di I/II classe i posti sono invece 60 (ovvero 24+36) più 11 strapuntini lungo il corridoio nella sola sezione di II classe.
Nella costruzione di questi veicoli è stato utilizzato per la prima volta il concetto di cassa in profilati d'acciaio e lamiera, con finiture in vetroresina: questo concetto altamente innovativo è stato poi perfezionato sui veicoli Z1.
Un'altra innovazione introdotta su questi mezzi è rappresentata dalle porte a tenuta ermetica, con chiusura a filo del bordo esterno della cassa, che avevano il vantaggio di rendere il veicolo molto più silenzioso e aerodinamico, e di proteggere i passeggeri dalle onde di pressione generate dall'ingresso nelle gallerie o dall'incrocio con altri treni.

## Premesse
La realizzazione di questa famiglia di carrozze deriva dalla necessità di elevare il livello di standard nella composizione dei treni a lunga percorrenza in servizio internazionale. Ad eccezione dei TEE, treni di rango e di sola prima classe, la maggior parte dei convogli a materiale ordinario era all'epoca composta da vetture di vecchia concezione, carenti dal punto di vista del comfort. Sulla base di due carrozze prodotte dalla LHB nel 1972, il consorzio Eurofima definì una serie di criteri per la realizzazione di una nuova famiglia di vetture di elevata qualità, sia in prima che in seconda classe, verso la quale andava il 70% delle preferenze della clientela. Furono realizzate liberamente dalle singole aziende costruttrici 10 vetture prototipo, miste di I/II classe, le quali, insieme alle 2 già citate, furono intensamente testate, sia in test specifici per la valutazione delle qualità dinamiche, sia in composizione a treni ordinari, per valutare il livello di gradimento da parte del pubblico, al fine di scegliere le soluzioni migliori da conglobare nelle vetture di serie. Pur lasciando la massima libertà nelle scelte tecniche (carrelli in particolare), le vetture dovevano presentare un elevato livello di comfort, sia in prima classe (paragonabile alle vetture TEE), sia in seconda, dove per la prima volta si prevedeva l'adozione generalizzata dell'impianto di climatizzazione. La velocità massima doveva inoltre essere nell'ordine dei 200 km/h, sebbene, almeno presso le FS, fossero autorizzate inizialmente ai soli 160 km/h.

## Costruzione
La costruzione delle carrozze è stata ripartita tra sei aziende: Linke-Hoffmann-Busch (100 di 1ª classe), Alstom (100 di 1ª classe), FIAT Ferroviaria Savigliano (80 di 2ª classe), La Brugeoise et Nivelles (40 di 1ª classe e 60 di 2ª classe), Jenbacher Werke (55 di 1ª classe), Simmering-Graz-Pauker (65 di 2ª classe).

## Parte meccanica

### Cassa
Per le carrozze fu scelta la colorazione arancione con strisce grigio chiaro, adottata con qualche eccezione perché le ferrovie tedesche verniciarono parte delle carrozze loro assegnate con la livrea TEE rosso-crema, mentre le ferrovie francesi optarono per la livrea Corail.

### Carrelli
Sono dotate di climatizzatore di serie e su tutti i veicoli di serie sono stati dotati di carrelli di produzione Fiat Ferroviaria modello Fiat Y 270, mentre il primo prototipo italiano montava carrelli Breda e gli altri due prototipi carrelli Fiat da 2500 mm.

## Entrata in esercizio
I primi 3 prototipi (tipo 1973), consegnati nella nuova vivace livrea Eurofima C1 (Arancione con fascia longitudinale grigio chiaro) entrarono in servizio nel 1974 coi numeri di servizio 30-90-000÷002, circolando in esercizio regolare per soli due anni, visto anche il loro carattere sperimentale.
Le successive 100 unità (tipo 1975), furono immatricolate come 19-90-000÷029 e 21-90-000÷069 e ricevettero anch'esse la livrea Arancione C1. Furono immesse in servizio a partire dal 1977 venendo impiegate a fianco delle carrozze Uic-X sia su alcuni treni rapidi per il sud Italia, sia su importanti relazioni internazionali, in particolare verso Austria e Germania.
Con l'avvento dei nuovi Intercity ed Eurocity nel 1987 (che sostituirono sia i Rapidi che i TEE), le Eurofima vennero quindi destinate a tali relazioni, affiancando quindi sia le carrozze Gran Comfort sia le nuove carrozze UIC-Z di cui costituivano le "progenitrici". Tra il 1997 e il 2000 tutte le 100 carrozze hanno ricevuto, al pari di tutte le altre Z e delle GC, la nuova livrea XMPR bianco-verde con filetto blu.
A partire dal 2006 alcune di esse sono state incluse nel programma di ristrutturazione denominato IC901, ricevendo il nuovo arredamento a salone unico che ha portato i posti a sedere da 66 a 78, ed entrando in composizione ai nuovi EurostarCity (poi divenuti Freccia bianca). Anche alcune unità di I classe sono state trasformate, venendo però convertite al servizio di II classe. Altre unità sono state trasformate anche nel periodo 2016/17 per i nuovi progetti IC270 e IC300 per comporre i nuovi Intercity Sun.
Autorizzazione all'esercizio dopo le prove di tipo della prima Z1 consegnata, ordinazione 27 dicembre 1985: treno di prova sulla DD Roma-Firenze, vmax=200 km/h, treno di E.447, Z, carrozza oscillografica.